# Jennifer Alden
Jennifer Alden  (* 24. Januar 1979 in Santa Clara County, Kalifornien) ist eine US-amerikanische Schauspielerin.

## Leben
Sie wuchs in Silicon Valley auf und studierte am Dartmouth College in Hanover, New Hampshire, Kunstgeschichte. Ihre erste Rolle in einer Fernsehserie hatte sie im Jahr 2000 in Undressed – Wer mit wem?, in der sie für drei Folgen die Jugendliche Terry spielte. Es folgten Rollen in Serien wie Die wilden Siebziger, North Shore und Immer wieder Jim. Im Jahr 2005 spielte sie in dem Film Die Hochzeits-Crasher und in der Theaterproduktion Vater der Braut jeweils eine Braut. Es folgten Filme wie Fall Down Dead, Surrogates – Mein zweites Ich und 2011 Convincing Clooney.
Jennifer Alden lebt mit ihrem Mann in Los Angeles.

## Filmografie (Auswahl)
- 2000: Undressed – Wer mit wem? (Undressed, Fernsehserie, drei Folgen)
- 2000: The Smokers
- 2003: Die wilden Siebziger (That ’70s Show, Fernsehserie, Folge 6x07 Christmas)
- 2004: North Shore (Fernsehserie, Folge 1x03 Surprise Party)
- 2004: Quintuplets (Fernsehserie, zwei Folgen)
- 2005: Immer wieder Jim (According to Jim, Fernsehserie, Folge 4x17 The Mustache)
- 2005: Die Hochzeits-Crasher (Wedding Crashers)
- 2005: Meet the Family
- 2006: Blind Dating
- 2007: Fall Down Dead
- 2007: Rules of Engagement (Fernsehserie, Folge 2x03 Mr. Fix-It)
- 2009: Knuckle Draggers
- 2009: Die Zauberer vom Waverly Place – Der Film (Wizards of Waverly Place: The Movie, Fernsehfilm)
- 2009: Surrogates – Mein zweites Ich (Surrogates)
- 2011: Convincing Clooney